# Административно деление на Северна Ирландия
Северна Ирландия е част от Обединеното кралство. Тя заема 1/5 от остров Ирландия и административно е разделена на 6 графства и 26 района.
Остров Ирландия е разделен на 4 исторически области – Ълстър, Мънстър, Ленстър и Конахт. И шестте графства в Северна Ирландия влизат в състава на Ълстър останалите три - Донигал, Каван и Монахан, влизат в състава на Република Ирландия.
За разлика от Република Ирландия графствата В Северна Ирландия повече не се използват за административни цели. През 1973 г. е направена мащабна реорганизиация на местното управление: 6-те административни графства и двете графства-райони (Белфаст и Лъндъндери) са заменени с 26 района, използвани за административни цели. Имената на старите административни единици (шестте графства и двете графства-райони) са останали в употреба за някои цели, като регистрационните табели на колите в Северна Ирландия; могат да се срещнат и в някои атласи и карти.
26-те района имат различна географска рамка от историческите, дори в случаите, когато носят техните имена. Фърмана до-голяма степен заема територията на графството, чието име носи. Коулрейн носи името на град в графство Лъндъндери.

### Графства
- Антрим (Antrim, Aontroim),
- Арма (Armagh, Ard Mhacha),
- Даун
- Лъндъндери (Londonderry, Doire Cholm Cille) или Дери (Derry, Doire),
- Тайроун (Tyrone, Tír Eoghain),
- Фърмана (Fermanagh, Fear Manach)

### Райони
| 1. Антрим (Antrim, Aontroim) 2. Ардс (Ards) 3. Арма (Armagh) 4. Банбридж (Banbridge) 5. Белфаст (Belfast, Béal Feirste) 6. Балимъни (Ballymoney) 7. Балимина (Ballymena) 8. Данганън и Южен Тайроун (Dungannon and South Tyrone) 9. Даун (Down) | 1. Дери Сити 2. Касълрей (Castlereagh) 3. Коулрейн (Coleraine) 4. Крейгейвън (Craigavon) 5. Кукстаун (Cookstown) 6. Карикфъргъс (Carrickfergus) 7. Ларн (Larne) 8. Лимавади (Limavady) 9. Лисбърн (Lisburn) | 1. Махърафелт (Magherafelt) 2. Мойл (Moyle) 3. Нюри анд Морн (Newry and Mourne) 4. Нютаунаби (Newtownabbey) 5. Оума (Omagh) 6. Северен Даун (North Down) 7. Страбан (Strabane) 8. Фърмана (Fermanagh) |